# Limnophila miroides
Limnophila miroides là một loài ruồi trong họ Limoniidae. Chúng phân bố ở miền Australasia.